# Riddarholmen

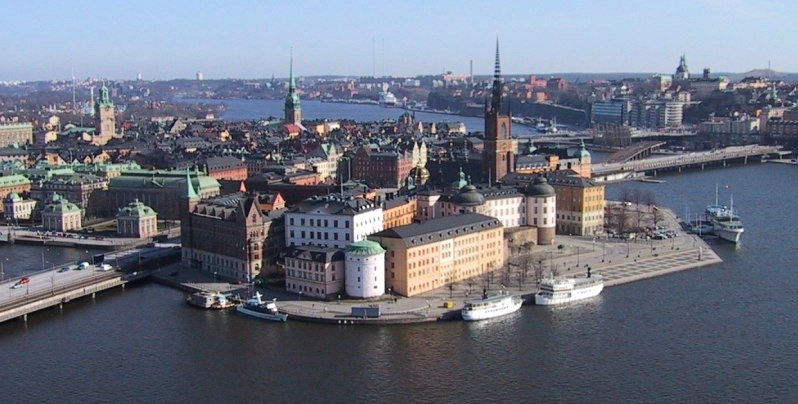
Riddarholmen vanuit de lucht.

Riddarholmen (Het eiland van de ridder) is een stadsdistrict van Södermalm en een klein eiland in het Mälarmeer ten westen van Gamla Stan, in het centrum van Stockholm. Op het eiland is een grote kerk te vinden (Riddarholmskyrkan), een plein met een standbeeld van Birger Jarl en enkele persoonlijke paleizen. Het eiland is een wijk in het stadsdeel Södermalm, en is de kleinste wijk van Stockholm. Het eiland kent nauwelijks bewoning meer.